# 8-Stunden-Rennen von Indianapolis

Streckenlayout

Das 8-Stunden-Rennen von Indianapolis ist ein auf dem Indianapolis Motor Speedway ausgetragenes Langstreckenrennen. Es ist Teil der Intercontinental GT Challenge.

## Die Rennstrecke
Als Rennstrecke wird der Grand Prix Road Course verwendet. Dieser hat eine Länge von 3,9 Kilometern und geht über 14 Kurven. Im Gegensatz zu Ovalkurs sowohl Rechts als auch Linkskurven.

## Geschichte
Ursprünglich fand das amerikanische Rennen der Intercontinental GT Challenge in Laguna Seca (bekannt als 8-Stunden-Rennen von Kalifornien) statt. 2020 wurde jedoch entschieden das Rennen nach Indianapolis zu verlegen. Seitdem ist es sowohl Teil der IGTC, als auch der GT World Challenge America. Dies war eine Premiere da das Rennen somit zum ersten Langstreckenrennen auf dem Indianapolis Motor Speedway wurde.
Zu Beginn waren sowohl GT3 als auch GT4-Rennwagen zugelassen, 2022 fiel jedoch die GT4-Klasse weg.

## Gesamtsieger
| Jahr | Team                                  | Fahrer                                                  | Fahrzeug             | Runden |
| ---- | ------------------------------------- | ------------------------------------------------------- | -------------------- | ------ |
| 2020 | Walkenhorst Motorsport                | Nicky Catsburg Connor De Phillippi Augusto Farfus       | BMW M6 GT3           | 300    |
| 2021 | Audi Sport Team Saintéloc             | Christopher Haase Patric Niederhauser Markus Winkelhock | Audi R8 LMS Evo      | 265    |
| 2022 | Mercedes-AMG Team Craft-Bamboo Racing | Daniel Juncadella Raffaele Marciello Daniel Morad       | Mercedes-AMG GT3 Evo | 328    |
| 2023 | Team WRT                              | Philipp Eng Sheldon van der Linde Dries Vanthoor        | BMW M4 GT3           | 332    |
| 2024 | Team WRT                              | Charles Weerts Sheldon van der Linde Dries Vanthoor     | BMW M4 GT3           | 320    |